# USS Saury (SS-189)
USS Saury (SS-189) là một  tàu ngầm lớp Sargo được Hải quân Hoa Kỳ chế tạo ngay trước Chiến tranh Thế giới thứ hai. Nó là chiếc tàu chiến duy nhất của Hải quân Hoa Kỳ được đặt cái tên này, theo tên một loài cá thu đao. Nó đã phục vụ trong suốt Thế Chiến II, thực hiện tổng cộng mười một chuyến tuần tra và đánh chìm năm tàu Nhật Bản với tổng tải trọng 28.542 tấn. Được rút ra khỏi hoạt động trên tuyến đầu vào đầu năm 1945, nó đảm nhiệm vai trò huấn luyện cho đến khi xung đột chấm dứt, và xuất biên chế vào năm 1946. Con tàu cuối cùng bị bán để tháo dỡ vào năm 1947. Saury được tặng thưởng bảy Ngôi sao Chiến trận do thành tích phục vụ trong Thế Chiến II.

## Thiết kế và chế tạo
Đặc tính của lớp Sargo hầu như tương tự với  Lớp Salmon dẫn trước, duy trì một tốc độ 21 hải lý trên giờ (39 km/h) để hoạt động phối hợp với các thiết giáp hạm trong đội hình hạm đội. Ngoài ra, tầm hoạt động 11.000 hải lý (20.000 km) cho phép chúng tuần tra đến tận vùng biển nhà Nhật Bản. Hệ thống động lực "tổng hợp" bao gồm bốn động cơ diesel, gồm hai chiếc vận hành trực tiếp trục chân vịt và hai chiếc để chạy máy phát điện dùng cho nạp ắc quy hay tăng tốc trên mặt nước.
Lớp Sargo có chiều dài 310 foot 6 inch (94,64 m), với trọng lượng choán nước khi nổi là 1.450 tấn Anh (1.470 t) và khi lặn là 2.350 tấn Anh (2.390 t). Chúng là lớp tàu ngầm đầu tiên được lắp đặt một kiểu ắc-quy a-xít chì mới "Kiểu Sargo" chịu đựng được hư hại trong chiến đấu nhờ lớp vỏ kép giúp ngăn ngừa việc rò rỉ acid sulfuric, có dung lượng nhỉnh hơn với 126 cell và điện áp danh định tăng lên 270 volt. Saury được trang bị kiểu động cơ Hooven-Owens-Rentschler (H.O.R.) 9-xy lanh hoạt động hai chiều vốn gặp nhiều trục trặc kỹ thuật. Trong một cố gắng tạo ra công suất lớn hơn từ một động cơ nhỏ, kiểu động cơ hoạt động hai chiều tỏ ra kém tin cậy. Vào giai đoạn giữa Thế Chiến II chúng được thay thế bởi động cơ GM Cleveland Diesel 16-278A, có thể vào lượt đại tu vào đầu năm 1943.
Vũ khí trang bị chính gồm tám ống phóng ngư lôi 21 in (530 mm), gồm bốn ống trước mũi và bốn ống phía đuôi, một hải pháo 3 inch/50 caliber trên boong tàu và bốn súng máy M1919 Browning .30-caliber (7,62 mm).
Saury được đặt lườn tại xưởng tàu của hãng Electric Boat Company ở Groton, Connecticut vào ngày 28 tháng 6, 1937. Nó được hạ thủy vào ngày 20 tháng 8, 1938, được đỡ đầu bởi bà Mary E. Casbarian, và được cho nhập biên chế cùng Hải quân Hoa Kỳ vào ngày 3 tháng 4, 1939 dưới quyền chỉ huy của Hạm trưởng, Đại úy Hải quân George Warren Patterson, Jr.

## Lịch sử hoạt động

### 1939 - 1941
Sau khi nhập biên chế, Saury chạy thử nghiệm tại khu vực New London, Connecticut cho đến tận Annapolis, Maryland, trước khi viếng thăm thành phố New York vào cuối tháng 4, 1939 nhân dịp Hội chơ Thế giới New York 1939. Đến giữa tháng 5, nó thử nghiệm kính tiềm vọng kiểu mới, rồi tiến hành chuyến đi chạy thử máy từ ngày 26 tháng 6 đến ngày 26 tháng 8, đi đến Newfoundland, Venezuela và vùng kênh đào Panama trước khi quay trở về New England. Con tàu đi vào Xưởng hải quân Portsmouth tại Kittery, Maine để sửa chữa sau chạy thử máy.
Sau khi hoàn tất, Saury lên đường vào ngày 4 tháng 12 để đi sang vùng bờ Tây, băng qua kênh đào Panama vào ngày 12 tháng 12, rồi gia nhập Đội tàu ngầm 16 trực thuộc Hải đội Tàu ngầm 6 tại San Diego, California vào ngày 21 tháng 12. Đến tháng 4, 1940, nó lên đường tham gia cuộc tập trận Vấn đề Hạm đội XXI bao gồm 8 giai đoạn, mô phỏng một cuộc tấn công vào lực lượng phòng thủ khu vực Hawaii và tiêu diệt một hạm đội trước khi kịp tập trung hạm đội còn lại. Sau khi cuộc tập trận kết thúc, chiếc tàu ngầm đặt căn cứ tại Trân Châu Cảng.
Saury thực hành huấn luyện tại vùng biển quần đảo Hawaii và cho đến tận đảo Midway cho đến khi nó quay trở về vùng bờ Tây vào tháng 9 để được đại tu tại Xưởng hải quân Mare Island. Từ tháng 3 đến tháng 10, 1941, nó hoạt động từ các căn cứ Trân Châu Cảng và San Diego, được điều sang Đội tàu ngầm 21 trực thuộc Hải đội Tàu ngầm 2 từ ngày 1 tháng 6 trước khi được điều sang căn cứ hoạt động mới tại Cavite, Philippines. Nó đi đến vịnh Manila vào giữa tháng 11, và đang ở tại đây khi Hải quân Nhật Bản bất ngờ tấn công Trân Châu Cảng vào ngày 7 tháng 12.

#### Chuyến tuần tra thứ nhất
Rời vịnh Manila vào ngày 8 tháng 12 cho chuyến tuần tra đầu tiên trong chiến tranh, Saury di chuyển lên phía Bắc để tìm cách ngăn chặn tàu bè Nhật thuộc lực lượng xâm chiếm. Việc thiếu sót một hệ thống nhận dạng khẩn cấp và vấn đề liên lạc vô tuyến gây ra nhiều khó khăn. Trong hai tuần lễ tiếp theo, nó tuần tra gần Vigan và dọc theo đường kinh tuyến 120 cho đến ngày 21 tháng 12, khi nó được lệnh đi đến vịnh Lingayen, sau khi có báo cáo của tàu ngầm Stingray (SS-186) về sự hiện diện của lực lượng Nhật Bản tại đây.
Trước bình minh ngày 22 tháng 12, Saury tuần tra ngoài khơi San Fernando ở lối ra vào phía Bắc của vịnh, và di chuyển xuống phía Nam. Lúc 04 giờ 11 phút, nó phát hiện một tàu khu trục đối phương, nên phóng một quả ngư lôi tấn công lúc 04 giờ 24 phút; quả ngư lôi trúng đích nhưng không kích nổ. Đến 04 giờ 26 phút một tàu khu trục thứ hai xuất hiện, và kẻ đi săn trở thành con mồi. Saury phải cơ động lẫn tránh tại vùng nước tương đối nông trong vịnh; mìn sâu được đối phương thả xuống nhưng không gần hơn 1.000 yd (900 m). Nó rút lui theo hướng Tây Bắc cách xa khu vực tàu đối phương hoạt động, và thoát được vào lúc trưa. Đến chiều tối, nó tiếp tục xâm nhập vịnh, băng qua hàng tuần tra đối phương giữa San Fernando và Bolinao.
Lúc khoảng 02 giờ 10 phút ngày 23 tháng 12, một tàu khu trục đối phương phát hiện Saury, buộc nó phải lặn xuống độ sâu 120 foot (37 m). Sáu phút sau đó, ba quả mìn sâu phát nổ trong phạm vi 200 thước Anh (200 m), rồi tiếp nối bởi hai quả nữa, nhưng chiếc tàu ngầm thoát được. Đến xế trưa, thêm một số mìn sâu được thả xuống tấn công, nhưng nó không bị hư hại. Sang ngày 24 tháng 12, nó phát hiện một tàu vận tải đang di chuyển nhanh sát bờ, nhưng nó không thể tấn công. Nhận mệnh lệnh mới, Saury chuẩn bị rời khỏi khu vực, nhưng lọt vào khu vực giữa hai tàu khu trục đối phương, và phải lẫn tránh đối thủ suốt đêm. Sang chiều tối hôm sau, một tàu khu trục lại tiếp cận, và nó phải lặn xuống độ sâu 140 foot (43 m) để né tránh mìn sâu. Trong đêm 27-28 tháng 12, chiếc tàu ngầm phải bỏ dỡ việc nạp điện ắc-quy để né tránh một đội tàu khu trục đối phương.

### 1942
Vào ngày 1 tháng 1, 1942, Saury phát hiện một đoàn tàu vận tải, nhưng không thể tiếp cận; rồi đến ngày 8 tháng 1, con tàu được lệnh rút lui về Đông Ấn thuộc Hà Lan. Di chuyển xuống phía Nam, nó tuần tra tại khu vực eo biển Basilan trong các ngày 11 và 12 tháng 1. Vào lúc này Tarakan đã thất thủ, nên chiếc tàu ngầm hướng xuống phía Nam để tuần tra dọc tuyến đường giữa Davao và Tarakan. Đến ngày 19 tháng 1, quân Nhật đổ bộ lên Sandakan, Borneo, và nó đi đến Balikpapan để tiếp nhiên liệu và tiếp liệu. Nó lên đường vào ngày hôm sau để tuần tra về phía Celebes (nay là Sulawesi), trước khi tuần tra các lối tiếp cận Balikpapan.
Khi các đơn vị Đồng Minh kéo đến eo biển Makassar vào ngày 23 tháng 1 trong một nỗ lực nhằm trì hoãn nhịp độ tấn công của đối phương, Saury hướng lên phía Bắc đến vùng cửa sông Mahakam với hy vọng tiêu diệt tàu bè đối phương đang hướng đến Balikpapan. Nó bị phát hiện vào sáng ngày 24 tháng 1, buộc phải lặn xuống và không thể tấn công. Sau khi quân Nhật chiếm được Balikpapan, chiếc tàu ngầm được lệnh tuần tra ngoài khơi mũi William, Tây Sulawesi, rồi di chuyển đến Java vào ngày 27 tháng 1. Nó gặp gỡ một tàu tuần tra Hà Lan vào ngày 30 tháng 1, rồi băng qua eo biển Madura để đến Soerabaja (nay là Surabaya).

#### Chuyến tuần tra thứ hai
Khi quân Nhật chiếm Makassar vào ngày 9 tháng 2, Saury khởi hành từ Soerabaja cho chuyến tuần tra thứ hai. Nó hướng sang phía Đông để tuần tra dọc bờ biển phía Bắc của quần đảo Sunda nhỏ, rồi đến ngày 13 tháng 2, lại đi lên phía Tây Bắc để tuần tra giữa Kabaena và Selayar ngoài khơi bờ biển Celebes. Từ đây nó đi xuống phía Tây Nam để tuần tra lối tiếp cận eo biển Lombok. Trong đêm 19-20 tháng 2, nó được  tin là quân Nhật đã đổ bộ lên Bali, phát hiện tàu đối phương, và đã lặn suốt 18 giờ để lẫn tránh mìn sâu từ tàu khu trục đối phương. Đến ngày 24 tháng 2, nó chuyển lên phía Bắc đến khu vực Đông Nam đảo Sepanjang thuộc quần đảo Kangean, nơi nó phát hiện một đoàn tàu vận tải và tấn công nhưng không có kết quả.
Từ ngày 26 tháng 2 đến ngày 8 tháng 3, Saury tuần tra trong khu vực giữa đá Meinderts và quần đảo Kangean, ở lối tiếp cận phía Đông eo biển Madura. Tuy nhiên quân Nhật đã tấn công Soerabaja từ phía Bắc và phía Tây, và sau đó Batavia và Soerabaja thất thủ. Saury bắt đầu rút lui về hướng Australia từ ngày 9 tháng 3, và đi đến căn cứ mới tại Fremantle, Tây Úc vào ngày 17 tháng 3.

#### Chuyến tuần tra thứ ba
Saury khởi hành từ Fremantle vào ngày 28 tháng 4 cho chuyến tuần tra thứ ba, nhưng chỉ ba ngày sau đó một vết rò rỉ ở thùng dằn phía đuôi buộc nó phải quay về căn cứ để sửa chữa. Nó rời Fremantle vào ngày 7 tháng 5 để hướng lên phía Bắc, có mặt ngoài khơi Timor vào ngày 14 tháng 5, rồi tiến vào biển Flores hai ngày sau đó và tiếp tục đi sang biển Banda và bờ biển phía Đông Celebes. Ngoài khơi Wowoni vào ngày 18 tháng 5, nó phóng ba quả ngư lôi tấn công một tàu chở hành khách-hàng hóa mà không có kết quả. Sau khi ở lại khu vực thêm hai ngày để đánh chặn tàu bè đối phương đi đến Kendari, nó đi lên phía Bắc để tuần tra tại khu vực eo biển Greyhound và hành lang Molucca. Trong các ngày 23 và 24 tháng 5, nó tuần tra ngoài khơi Manado ở mũi cực Bắc Celebes.
Từ ngày 26 tháng 5, Saury tuần tra tại khu vực phía Đông biển Celebes. Hai ngày sau đó nó phát hiện và tấn công một tàu buôn được hoán cải thành tàu chở thủy phi cơ nhưng vẫn không thành công. Đến ngày 8 tháng 6, nó hướng xuống phía Nam để quay lại khu vực eo biển Greyhound và hành lang Molucca. Từ ngày 12 đến ngày 14 tháng 6, chiếc tàu ngầm lại tuần tra ngoài khơi Kendari, rồi đi đến hành lang Boeton vào ngày 15 tháng 6 để tiến vào biển Flores, nơi nó đi ngang Timor để quay về Australia. Con tàu về đến Fremantle vào ngày 28 tháng 6.
Saury lên đường đi sang Albany, Tây Úc vào ngày 2 tháng 7, nơi nó tiến hành thử nghiệm ngư lôi Mark 14 vốn đang gặp nhiều trục trặc khi vận hành. Vào ngày 18 tháng 7, nó phóng thử nghiệm bốn quả ngư lôi vào lưới từ khoảng cách 850–900 yd (780–820 m), cài đặt ở độ sâu 10 ft (3,0 m). Từ ngày 23 đến ngày 25 tháng 7, nó hộ tống tàu tiếp liệu tàu ngầm Holland (AS-3) quay trở lại Fremantle, rồi chuẩn bị cho chuyến tuần tra tiếp theo tại khu vực Philippines.

#### Chuyến tuần tra thứ tư
Khởi hành vào ngày 31 tháng 3, Saury băng qua eo biển Lombok vào ngày 6 tháng 8, rồi mười ngày sau đó đã hoạt động dọc tuyến hàng hải giữa Iloilo và Manila. Vào ngày 17 tháng 8, nó tuần tra trong khu vực eo biển Ambulong và vịnh Mangarin, rồi sang ngày hôm sau đã di chuyển dọc bờ biển Mindoro đến mũi Calavite, Paluan, nơi nó hoạt động về phía Tây Corregidor. Đến ngày 20 tháng 8, chiếc tàu ngầm hoạt động dọc một tuyến hàng hải đối phương, và sang ngày hôm sau bắt gặp một tàu chở dầu nhưng không thể tiếp cận. Nó chuyển sang tuần tra dọc bờ biển cách bờ 5 mi (8,0 km). 
Vào ngày 24 tháng 8, Saury lại tiếp cận vịnh Manila. Nó phát hiện một mục tiêu lúc 06 giờ 45 phút, nhưng cơn mưa giông lớn đã che lấp mục tiêu. Đến 09 giờ 52 phút, nó phóng hai quả ngư lôi tấn công, nhưng kính tiềm vọng gặp trục trặc nên nó không thể tiếp tục phóng thêm hai quả như dự định. Một tàu chở dầu nhỏ trúng ngư lôi lúc 09 giờ 54 phút và bị nghiêng 5 độ sang mạn trái. Nó lặn xuống độ sâu 200 ft (60 m) để tránh bị máy bay tuần tra đối phương phát hiện, nhưng đến 10 giờ 47 phút, một quả bom cũng nổ gần chiếc tàu ngầm, tiếp nối bởi những quả mìn sâu, và thêm hai quả bom nữa lần lượt lúc 11 giờ 50 phút và 11 giờ 52 phút. Cuộc truy đuổi kéo dài cho đến xế chiều và chấm dứt lúc 18 giờ 10 phút. Đến 19 giờ 21 phút, nó trồi lên mặt nước để nạp lại ắc-quy và rời khỏi khu vực với ba động cơ còn lại. Một giờ sau đó, nó lại phải lặn xuống né tránh một tàu khu trục.
Trong đêm tiếp theo, Saury đụng độ một tàu khu trục hoặc một tàu phóng lôi; đang cần nạp điện lại cho ắc-quy, nên nó đã không tấn công. Thời tiết không thuận lợi trong ngày 29 tháng 8, và sang ngày 31 tháng 8, nó bắt gặp một tàu bệnh viện. Chiếc tàu ngầm hướng xuống phía Nam vào ngày 3 tháng 9, khi tình hình thời tiết đã cải thiện. 
Vào ngày 7 tháng 9, Saury được lệnh tuần tra ngoài khơi Makassar, và đang khi di chuyển trên mặt nước trong đêm 11 tháng 9, nó phát hiện một mục tiêu trong biển Banda, cách 30 mi (48 km) về phía Tây Bắc Kandari. Lúc 20 giờ 58 phút, nó phóng ba quả ngư lôi tấn công, và mục tiêu bị đánh trúng hai phút sau đó, hỏa hoạn lan ra khắp phần giữa con tàu. Mục tiêu nổ tung lúc 21 giờ 18 phút, và tàu vận chuyển máy bay Kanto Maru (8.606 tấn) đắm tại tọa độ 03°15′N 118°27′Đ / 3,25°N 118,45°Đ; 26 thủy thủ cùng 13 hành khách đã thiệt mạng cùng con tàu. Saury rời khu vực eo biển Lombok vào ngày 17 tháng 9 để đi đến vịnh Exmouth, nơi nó chuyển nhiên liệu dư thừa sang một sà-lan, rồi tiếp tục hướng về căn cứ Fremantle, đến nơi vào ngày 23 tháng 9.

#### Chuyến tuần tra thứ năm
Sau khi được sửa chữa và bảo trì tại Fremantle từ ngày 24 tháng 9 đến ngày 18 tháng 10, Saury chuyển đến căn cứ Brisbane, Australia trước khi lên đường vào ngày 31 tháng 10 cho chuyến tuần tra thứ năm. Nó hoạt động tại khu vực phía Bắc và phía Tây New Britain, bắt gặp 27 mục tiêu, phóng 13 quả ngư lôi trong bốn lần tấn công nhưng chỉ có thể trúng đích một lần mà không rõ kết quả. Chiếc tàu ngầm quay trở về Trân Châu Cảng vào ngày 21 tháng 12, rồi tiếp tục quay trở về vùng bờ Tây, nơi nó được đại tu tại Xưởng hải quân Mare Island từ ngày 29 tháng 12. Vào dịp đại tu này, con tàu được bổ sung thêm một kính tiềm vọng tầm cao đồng thời trang bị máy đo nhiệt độ độ sâu nước.

### 1943

#### Chuyến tuần tra thứ sáu
Sau khi quay trở lại Trân Châu Cảng vào ngày 16 tháng 4, 1943, Saury xuất phát từ đây vào ngày 7 tháng 5 cho chuyến tuần tra thứ sáu để hoạt động trong vùng biển Hoa Đông ngoài khơi phía Bắc quần đảo Ryūkyū và dọc bờ biển Kyūshū. Chiếc tàu ngầm có dịp thử nghiệm hiệu quả của kính tiềm vọng tầm cao được trang bị khi tấn công vào ban ngày, và của máy đo nhiệt độ độ sâu nước nhằm phát hiện các tầng nhiệt độ nước để ẩn nấp né tránh. Con tàu tiếp thêm nhiên liệu và dầu nhờn tại Midway vào ngày 11 tháng 5 trước khi tiếp tục hướng sang phía Tây, chịu đựng một cơn bão vào ngày 19 tháng 5, và đi đến khu vực tuần tra được chỉ định vào ngày 25 tháng 5. Nó hướng đến Amami Ōshima, nơi đặt một căn cứ hải quân cách 200 mi (300 km) về phía Nam cảng Kagoshima ở phía Nam Kyūshū.
Vào ngày 26 tháng 5, sau khi không thể theo kịp một mục tiêu lúc 09 giờ 00, Saury bắt gặp một đoàn năm tàu buôn, và đã phóng ba quả ngư lôi tấn công lúc 10 giờ 30 phút. Hai quả đánh trúng đích đã đánh chìm tàu vận tải Kagi Maru (2.300 tấn). Chiếc tàu ngầm sau đó lặn sâu để né tránh phản công, nhưng chín quả mìn sâu được đối thủ thả xuống lúc 10 giờ 38 phút đều cách xa chiếc tàu ngầm. Đến xế trưa ngày 28 tháng 5, nó bắt gặp một tàu chở dầu di chuyển độc lập không được hộ tống lúc 16 giờ 43 phút, và phóng bốn quả ngư lôi tấn công lúc 17 giờ 24 phút. Chỉ có một quả trúng đích Akatsuki Maru (10.216 tấn), và đối phương chống trả với hai quả mìn sâu được thả xuống. Saury phải phóng thêm sáu quả ngư lôi, và bốn quả trúng đích mới đủ đánh chìm Akatsuki Maru.
Đến xế trưa ngày hôm sau 29 tháng 5, Saury phát hiện qua kính tiềm vọng mới trang bị một mục tiêu ở cách xa 14 mi (23 km). Nó lặn xuống lúc 19 giờ 13 phút để theo dõi một đoàn tàu bao gồm bốn tàu chở hàng và ba tàu chở dầu. Đến 20 giờ 58 phút nó trồi lên mặt nước và tấn công; phía Nhật Bản công nhận Saury đã đánh chìm Takamisan Maru (1.992 tấn) và Shoko Maru (5.385 tấn). Chiếc tàu ngầm rời khu vực tuần tra vào ngày 30 tháng 5 để quay trở về Midway; tuy nhiên trên đường đi vào ngày 7 tháng 6, nó bị hỏng động cơ diesel số 4, nhưng đến được Midway vào ngày hôm sau. Nó về đến Trân Châu Cảng vào ngày 13 tháng 6, được sửa chữa và tái trang bị.

#### Chuyến tuần tra thứ bảy
Saury khởi hành từ quần đảo Hawaii vào ngày 13 tháng 7 cho chuyến tuần tra thứ bảy. Đến ngày 21 tháng 7, động cơ diesel số 4 lại gặp trục trặc, nên dừng hoạt động trong suốt thời gian còn lại của chuyến tuần tra; ngoài ra hoàn cảnh thời tiết xấu làm chậm hơn nữa hành trình hướng sang phía Tây của con tàu. Đến đêm 30 tháng 7, ở vị trí giữa Iwo Jima và Okinawa, nó phát hiện mục tiêu qua radar lúc 22 giờ 25 phút, nên đổi hướng để đánh chặn mục tiêu, bao gồm hai tàu chiến lớn và một tàu khu trục.
Saury lặn xuống lúc 03 giờ 03 phút ngày 31 tháng 7, rồi đổi hướng lúc 03 giờ 25 phút để chuẩn bị tấn công. Tuy nhiên vào lúc đó chiếc tàu ngầm gặp khó khăn để kiểm soát độ sâu, rồi dò được âm thanh tàu đối phương lúc 03 giờ 38 phút. Hầu như ngay lập tức, kính tiềm vọng phát hiện tàu khu trục đối phương đang áp sát. Saury lặn xuống sâu hơn, nhưng chỉ vài giây sau đó, hai vụ nổ liên tiếp do mìn sâu gây chấn động toàn con tàu. Nó bị nghiêng 5 độ sang mạn trái, nhưng tiếp tục lặn sâu hơn rồi rút lui về phía Đông, và không còn nghe tiếng mìn sâu. Saury ẩn nấp ở độ sâu 175–200 ft (53–61 m) suốt ngày hôm đó, và chỉ trồi lên mặt biển lúc 20 giờ 20; cả hai ống bọc kính tiềm vọng đều bị bẻ cong 30 độ, và mọi thiết bị trên cầu tàu, kể cả hai ăn-ten radar, đều bị hư hại.
Sau khi được sửa chữa tạm thời, đến 04 giờ 03 phút ngày 1 tháng 8, Saury rời khu vực để quay trở về căn cứ, đi đến Midway vào ngày 8 tháng 8, và đến Trân Châu Cảng vào ngày 12 tháng 8. Cho dù chưa đi đến khu vực tuần tra được chỉ định trong chuyến tuần tra, nó vẫn được ghi công đã gây hư hại cho một tàu khu trục đối phương. Trong quá trình sửa chữa, chiếc tàu ngầm được trang bị một cầu tàu mở rộng, vỏ bọc kính tiềm vọng và thiết bị radar mới. Động cơ diesel số 4 cũng được đại tu toàn bộ.

### 1944

#### Chuyến tuần tra thứ tám và thứ chín
Trong các chuyến tuần tra thứ tám và thứ chín, diễn ra từ ngày 4 tháng 10 đến ngày 26 tháng 11, và từ ngày 21 tháng 12, 1943 đến ngày 14 tháng 2, 1944, Saury không đánh chìm được mục tiêu nào khác. Trong phần lớn thời gian của chuyến thứ chín, chiếc tàu ngầm chịu đựng thời tiết bất lợi trong biển Hoa Đông khiến việc xác định chính xác tọa độ rất khó khăn. Trong chặng quay trở về, khi còn cách Midway một ngày hành trình, nó gặp một cơn sóng lớn cuộn qua tàu trong khi các cửa nắp đang được mở, khiến nước biển tràn vào bên trong tàu. Saury bị nghiêng đến 40 độ sang mạn trái, các mạch điện bị chập và nhiều đám cháy nhỏ bùng phát, nhưng nhanh chóng được dập tắt. Nguồn điện dự phòng được cung cấp lại sau nữa giờ, nhưng thủy thủ đoàn phải mất nguyên một ngày để sửa chữa các bản mạch điều khiển chính, và lâu hơn nữa cho con quay la bàn chính.
Saury đi ngang qua Midway trước khi về đến Trân Châu Cảng vào ngày 21 tháng 2, rồi tiếp tục hành trình về vùng bờ Tây để đi đến Xưởng hải quân Mare Island. Tại đây con tàu được đại tu và sửa chữa trong tháng 3 và tháng 4, và sau khi hoàn tất nó quay trở lại Trân Châu Cảng vào ngày 16 tháng 6.

#### Chuyến tuần tra thứ mười
Xuất phát từ Trân Châu Cảng vào ngày 29 tháng 6 cho chuyến tuần tra thứ mười, Saury ghé đến Midway vào ngày 3 tháng 7 để tiếp thêm nhiên liệu rồi tiếp tục hành trình. Tuy nhiên chỉ hai ngày sau đó, xy-lanh động động cơ bị hỏng buộc con tàu phải quay trở lại Midway để sửa chữa, rồi lại xuất phát vào ngày 6 tháng 7. Xy lanh động cơ tiếp tục bị hỏng vào ngày 11 tháng 7, nhưng chiếc tàu ngầm tiếp tục đi đến khu vực tuần tra được chỉ định tại eo biển San Bernardino, Philippines, đến nơi vào ngày 18 tháng 7. Đến ngày 4 tháng 8, nó di chuyển lên phía bắc với hy vọng bắt gặp mục tiêu phù hợp, và bắt gặp một tàu buôn không được hộ tống vào ngày 6 tháng 8. Tuy nhiên máy bay tuần tra đôi phương đã can thiệp khiến chiếc tàu ngầm không thể tấn công. Saury rời khu vực tuần tra và đi đến căn cứ Majuro vào ngày 23 tháng 8.

#### Chuyến tuần tra thứ mười một
Từ ngày 20 tháng 9 đến ngày 29 tháng 11, Saury thực hiện chuyến tuần tra thứ mười một, cũng là chuyến cuối cùng trong chiến tranh. Nó tuần tra tại khu vực ngoài khơi quần đảo Ryūkyū từ ngày 20 tháng 9 đến ngày 4 tháng 11, giải cứu một phi công bị bắn rơi nhưng không đánh chìm được tàu bè nào. Sau khi ghé đến Saipan để tiếp liệu từ ngày 5 đến ngày 10 tháng 11, nó tiếp tục hoạt động tại khu vực phía Bắc quần đảo Bonin nơi nó gây hư hại cho một tàu chở dầu vào ngày 18 tháng 11. Chiếc tàu ngầm quay trở về Trân Châu Cảng vào ngày 29 tháng 11.

### 1945
Cho đến khi chiến tranh kết thúc, Saury phục vụ tại vùng biển Hawaii trong vai trò tàu huấn luyện và giả lập mục tiêu để huấn luyện chống tàu ngầm. Nó lên đường vào ngày 19 tháng 8, 1945 để quay về San Francisco, California, và được cho ngừng hoạt động. Nó được cho xuất biên chế vào ngày 22 tháng 6, 1946, rồi rút tên khỏi danh sách Đăng bạ Hải quân vào ngày 19 tháng 7, 1946. Con tàu bị bán cho hãng Learner Company tại Oakland, California để tháo dỡ vào tháng 5, 1947.

## Phần thưởng
Saury được tặng thưởng bảy Ngôi sao Chiến trận do thành tích phục vụ trong Thế Chiến II. Nó được ghi công đã đánh chìm năm tàu Nhật Bản với tổng tải trọng 28.542 tấn.
|  |                                         |  |
|  | Silver star · Bronze star · Bronze star |  |

| Dãi băng Hoạt động Tác chiến  |                                                                         |                                      |
| Huân chương Chiến dịch Hoa Kỳ | Huân chương Chiến dịch Châu Á-Thái Bình Dương với 7 Ngôi sao Chiến trận | Huân chương Chiến thắng Thế Chiến II |